# Watchers
Watchers es una película de horror de 1988 protagonizada por Corey Haim, Michael Ironside, Barbara Williams y Lala Sloatman. Está parcialmente basada en la novela Víctimas del escritor estadounidense Dean R. Koontz.
La película fue filmada en Vancouver, Canadá. Fueron producidas tres secuelas: Watchers II, Watchers 3 y Watchers Reborn.

## Argumento
Una explosión ocurre en un laboratorio secreto de investigación genética. Un monstruo mutante, conocido como OXCOM escapa del laboratorio y persigue a un perro que también escapó del mismo sitio. Un chico llamado Travis Cornell encuentra al perro y decide adoptarlo, por lo que automáticamente se convierte en objetivo del mutante. Travis, junto a su novia Tracey, deciden investigar cuál es el origen de la abominación que los persigue constantemente sembrando muerte y destrucción a su paso.

## Lanzamiento
La película recibió una exposición limitada por parte de Universal Pictures en los Estados Unidos en diciembre de 1988. Fue lanzada en VHS por International Video Entertainment (IVE) en 1989.